# Scensverige
Scensverige (tidigare Teaterunionen) är en medlemsorganisation för den svenska scenkonsten, med syfte att fungera som en mötesplats och ett forum för utbyte och kontakt.
Scensverige är svensk medlem i International Theatre Institute, ITI. Scensverige är det nya namnet som röstades igenom på årsmötet i november 2016.

## Historia
Teaterunionen bildades den 15 juni 1951. Bakgrunden var ett förslag om ett internationellt teaterinstitut som presenterades på Unescos generalkonferens 1946, då vikten av samarbete och internationella kontakter efter andra världskriget i ett icke-politiskt, icke-kommersiellt nätverk aktualiserades.  
1956 utökades namnen till Svensk Teaterunion - Svenska ITI-rådet, och man antog nya stadgar som slog fast Teaterunionens roll som "organ för samarbete inom svensk teater för behandling av dithörande frågor av principiell och allmän natur". 
Under åren utvecklades Teaterunionen alltmer till en mötesplats för det svenska scenkonstlivet, med insatser på olika områden vid sidan av det internationella utbytet som pågått kontinuerligt.
Generellt kan man konstatera att det under 1960-talet låg ett fokus på utbildningsfrågorna inför etableringen av statliga sceniska utbildningar medan det under 1970-talet handlade mycket om barnteater, vilket kulminerade i ett stort internationellt barnteatermöte i Stockholm 1979. Under 1980-talet diskuterades nya medier och under 1990-talet behandlade många seminarier och möten mångkulturen med man uppmärksammade också den alltmer populära musikalen. På 2000-talet aktualiserades de kulturpolitiska frågorna, men också frågor kring scenkonstens framtida dokumentation.

## Ordförande
- 1951–1963 Axel Gjöres (ordf i Teaterrådet)
- 1963–1967 Palle Brunius
- 1967–1975 Hans Ullberg
- 1975–1979 Lars af Malmborg
- 1979–1993 Vivica Bandler
- 1993–1999 Mats Johansson
- 1999–2005 Lars Edström
- 2005–2007 Anna Carlson
- 2007–2009 Karin Enberg
- 2009–2011 Ingrid Kyrö [1]
- 2011–2015 Karin Enberg [1]
- 2015–2016 Ulrika Holmgaard [1]
- 2016–         Benny Fredriksson

## Projekt
Några omfattande projekt som Teaterunionen har genomfört:
- 1994-1996 Projekt Baltikum: Kunskapsöverföring och erfarenhetsutbyte med de baltiska länderna inom administration, organisation och teknik på teaterområdet, men särskilda medel från Kulturrådet.
- 1998-2001 Internationellt utbildningsprojekt inom ramen för ITI:s Cultural Identity and Development Committe, med stöd av Sida.
- 1999-2007 Lansering av svensk dramatik utomlands, med årligt stöd från Kulturrådet.
- 2004-2006 Bokslut för scenkonst, en modell för att hjälpa teatrarna att möta kvalitetsutveckling i samarbete med Teatervetenskapliga Institutionen på Stockholms universitet och med stöd från Kulturrådet.
- 2004-2009 Barnens röst, projekt för stöd till att bygga upp barnteater, i samarbete med teatergrupper i Indien och Bangladesh 2004-2008 och i Kina, Vietnam och Laos 2006-2009. Projektet finansierades bland annat av Sida.
- 2006- Scendatabasen. Med stöd från Kulturrådet har Teaterunionen skapat en databas över alla produktioner av scenkonst i Sverige.
- 2012 Aktörsamverkan i Indien. Med finansiellt stöd från Kulturrådet åkte Teaterunionen och Pantomimteatern till Calcutta, Indien för att arrangera och leda workshops i barnteater.
- 2012 Aktörsamverkan i Tibet. Med finansiellt stöd från Kulturrådet hade Teaterunionen möjlighet att samarbetat med Chinese Theatre Association och The Tibetan Autonomous Dramatic Troup. Under 2012 skickade Teaterunionen iväg Teater Pero till Tibet för att, som den första utländska grupp någonsin, leda en teaterworkshop.
- 2012 Swedstage, ett showcase med syfte till att sprida svensk scenkonst och svensk dramatik internationellt.

## Publikationer
Teaterunionen lämnade kontinuerliga bidrag till ITI:s tidskrift World of Theatre, med nationella artiklar, essäer om teater och redovisning av ITI-arrangemang.
En viktig uppgift för Teaterunionen har varit att presentera svensk teater på andra språk än svenska; Swedish Theatre Suédois utom med ett nummer om året 1960-1977, Notes from the Swedish Theatre kom ut 1978-1983. Swedish Theatre/ Théâtre Suédois kom ut årligen från 1984. Numer heter skriften News from Swedish Theatre och utkommer vartannat år.
Månadens Premiärer utkom med sitt första tryckta nummer i september 1968. Från 2007 produceras Månadens Premiärer genom Scendatabasen.
En sammanställning av svensk teater och dans gjordes med Svensk Teaterkatalog 1983-1985, Nordisk Teaterkatalog 1986-2001 och därefter åter Svensk Teaterkatalog vartannat år tom 2006. Från 2008 trycks katalogen digitalt.
Teaterord/ Theatre Words var ett teaterlexikon som Teaterunionen producerade och publicerade i flera upplagor: 1975 fem nordiska språk  och engelska, 1977 utökad med tyska och franska och 1980 ytterligare sex språk. Därefter övertigs produktionen av Svenska OISTAT som gjort flera upplagor på olika språk.
Förteckningar över svensk dramatik i översättning har gjorts i flera utgåvor; Swedish Plays in English och Schwedishe Stücke in Deutsche Ûbersetzung kom redan 1985, den senaste är Contemporary Swedish Drama in Translation.
Några andra större publikationer är Children's Theatre in Sweden, Dans och teater över gränserna - en handledning för internationella gästspel, Strindberg on Stage, 5 x Swedish Plays for children and youth och 6 x contemporary Swedish plays. Därtill har Teaterunionen publicerat en mängd rapporter från symposier och seminarier och presentationer av projekt.